# Fritillaria davisii
Fritillaria davisii är en liljeväxtart som beskrevs av William Bertram Turrill. Fritillaria davisii ingår i Klockliljesläktet och i familjen liljeväxter. Inga underarter finns listade.